# 前田新作
前田 新作（まえだ しんさく、1952年2月9日 - ）は大阪府出身のプロゴルファー。

## 人物
茨木市の中学を卒業。18歳でプロデビューを果たし、デビュー戦の美津濃オープンで優勝。パッティングの巧さで将来を期待されたが、21歳で1児の父になるという早婚と責任感から空回りする。1975年のKBCオーガスタでは猛暑の中で杉原輝雄・尾崎将司らが予選落ちし、最終日に66の猛チャージを見せた前田と石井裕士が10アンダーで並び大会初のプレーオフとなり、前田がこれを制して涙の初優勝を遂げた。1976年の日本シリーズでは最終日にサスペンデッドゲームの末で優勝を果たし、同年には関西オープン・関西プロも制している。1984年に関西出身では初の男子賞金王に輝き、1998年に日本プロゴルフ協会最優秀会員の表彰を受けた。1999年にアメリカ合衆国フロリダ州のフィル・リッツェンで学び、2009年から日本プロゴルフ協会副会長を務めたが、2013年6月に指定暴力団道仁会の小林哲治会長とゴルフをしていたことが発覚し、その責任をとる形で同年10月5日に副会長を辞任。

## 主な優勝
- 1975年 - KBCオーガスタ
- 1976年 - 関西オープン、関西プロ、日本シリーズ
- 1981年 - 東西対抗
- 1982年 - 東北クラシック
- 1984年 - ジーン・サラゼン ジュンクラシック、ゴルフダイジェスト、太平洋マスターズ、北国オープン